# Wladimir Iwanowitsch Gulyga

Wladimir Iwanowitsch Gulyga

Wladimir Iwanowitsch Gulyga (russisch Владимир Иванович Гулыга; * 1882 in der Staniza Nesamajewskaja, Oblast Kuban; † 8. Februar 1938 in Kommunarka) war ein russisch-sowjetischer Metallurg.

## Leben
Gulyga stammte aus einer alten Kosakenfamilie. Der Großvater Jemeljan Gulyga verfasste ein Buch über die Geschichte des ersten Schwarzmeer-Regiments. Der Vater Iwan Gulyga kommandierte im Ersten Weltkrieg die 1. Kuban-Division an der Kaukasusfront (die 2. Kuban-Division wurde von Andrei Schkuro geführt).
Gulyga absolvierte das Kadettenkorps und meldete sich als Junker freiwillig zum russischen Expeditionskorps, das 1901 zur Bekämpfung des Boxeraufstands nach China geschickt wurde. Für die Einnahme einer Festung erhielt er das Georgskreuz. Er diente dann an der persischen Grenze. Als Freiwilliger meldete er sich zum Russisch-Japanischen Krieg 1904–1905, kommandierte eine Hundertschaft, wurde verwundet und erhielt ein Goldenes Schwert für Tapferkeit. Nach Kriegsende ging er nach St. Petersburg, wo sein Bruder Georgi eine Kosakenhundertschaft der Leibgarde kommandierte.
1906 ließ sich Gulyga beurlauben und begann das Studium am St. Petersburger Polytechnischen Institut in der Metallurgie-Fakultät. Insbesondere studierte er den Hochofenprozess bei Michail Pawlow, als dessen Schüler er sich später bezeichnete. 1910 schloss Gulyga das Studium als Ingenieur-Metallurg ab. Nach dem Studium arbeitete Gulyga in Donezk als Schichtleiter im Hughes-Hüttenwerk bei Michail Kurako.
1912 wechselte Gulyga zum Sudakowo-Hüttenwerk (seit 1926 Kossogora-Hüttenwerk) bei Tula, dessen Direktor er 1913 wurde. Er sanierte das Werk und vergrößerte und modernisierte die Hochöfen nach US-amerikanischem Muster. Insbesondere während des Ersten Weltkriegs produzierte das Werk für die Rüstungsindustrie. Er sorgte für strikte Disziplin und war von den Arbeitern gefürchtet. Während des Kriegs trug er Uniform. Nach der Februarrevolution 1917 kam es durch die revolutionären Unruhen zu Produktionsausfällen, Lohnzahlungen verzögerten sich, und die Arbeiter beschuldigten den Direktor der Sabotage. Nach der Oktoberrevolution übernahmen im Dezember 1917 die Bolschewiki in Tula die Macht. Die Arbeiter vertrieben ihre unbeliebten Meister, und das Werk stand still. Gulyga gab seinen Besitz auf und verließ den Ort.
Während des Russischen Bürgerkriegs kommandierte Gulyga einen weißen Panzerzug. Darauf emigrierte er zunächst nach Frankreich  und dann in die Tschechoslowakei, wo er den Hochofenbetrieb im Hüttenwerk Vítkovice leitete. Er veröffentlichte Fachaufsätze über die Konstruktion von Hochöfen.
Als 1922 Feliks Dzierżyński die emigrierten russischen Techniker aufrief, zum Aufbau der Industrie zurückzukommen, kehrte Gulyga zurück und wurde Chefingenieur und Technischer Direktor des früheren Hughes-Hüttenwerks, das nun das Hüttenkombinat in Donezk/Stalino war. Auch hier sorgte er für die Sanierung und Modernisierung des Werks. 1925 wurde er Chefingenieur des wiederaufgebauten Hüttenwerks in Kertsch.
1929 wurde Gulyga im Zusammenhang mit dem Industrie-Partei-Schauprozess gegen viele Wissenschaftler und Ökonomen verhaftet und mehrere Monate lang gefangengehalten. Nach der Freilassung ernannte ihn Grigori Ordschonikidse zum  Chefingenieur des Hüttenwerks in Makejewka.
1933 ging Gulyga in den Ural und arbeitete zunächst in dem kleinen Hüttenwerk in Nischnjaja Salda. Dann wurde er in Swerdlowsk Chefingenieur der Organisation Titanomagnetit im Trust Wostokstal (OstStahl). Ab 1935 wurde unter seiner Leitung in den Hochöfen in Kuschwa und Tschussowoi versuchsweise aus dem Uraler vanadiumhaltigen Titanomagnetit Roheisen mit Vanadiumschlacke erschmolzen, was dann zu Ferrovanadium verarbeitet wurde. Damit war die Grundlage für die sowjetische Ferrovanadium-Verfahrensentwicklung erstellt.
1937 während des Großen Terrors wurde Gulyga aufgrund seiner nie verschwiegenen unzuverlässigen Biografie vom Trust Wostokstal entlassen. Er fuhr nach Moskau, um wieder eingestellt zu werden, und erhielt vom NKWD das Angebot, auf der Halbinsel Kola nach Eisenerz zu suchen, was er ablehnte. Er fuhr nach Stalino und bekam eine Stelle am Lehrstuhl für Roheisenmetallurgie des Industrie-Instituts.
Gulyga wurde am 7. Dezember 1937 verhaftet, am 7. Februar 1938 vom Militärkollegium des Obersten Gerichts der UdSSR nach Artikel 58 des Strafgesetzbuches der RSFSR zur Höchststrafe verurteilt und am 8. Februar 1938 auf der NKWD-Hinrichtungsstätte Kommunarka erschossen. 1956 wurde er rehabilitiert.